# آیدین کند
آیدین‌کند (به لاتین: Aydınkənd) یک منطقه مسکونی در جمهوری آذربایجان است ک در شهرستان قوبا واقع شده است. آیدین‌کند ۵۱ نفر جمعیت دارد.